# 鹤形刁手螳螂腿
《鹤形刁手螳螂腿》（英語：Death duel of kung fu）是1979年上映的一部电影，由张旗执导，王道等人出演的电影，该电影主要讲述的是两个格斗家到台湾投奔郑成功的故事。

## 劇情簡介
熊金贵与孙山为武林南北两大高手，原本二人有误会，后来因为一些原因解除了误会，并一起到台湾投奔了郑成功。

## 演员
- 刘忠良
- 王道
- 金榮一
- 吳家驤
- 陈龙

## 相關連結
- 香港影庫上《鹤形刁手螳螂腿》的資料（繁體中文）
- 豆瓣电影上《鹤形刁手螳螂腿》的資料 （简体中文）
- 互联网电影数据库（IMDb）上《鹤形刁手螳螂腿》的资料（英文）